# سیارک ۱۳۷۳۴
سیارک ۱۳۷۳۴ (به انگلیسی: 13734 Buklad، نامگذاری:1998RC66) سیزده هزار و هفتصد و سی و چهارمین سیارک کشف شده‌است که در ۱۴ سپتامبر ۱۹۹۸ کشف شد.
قدر مطلق سیارک برابر ۱۲.۹ است.